# Große Karausche
Die Große Karausche, auch nur Karausche genannt, ist ein 1,7 Hektar großer, flacher, kalkreicher und eutropher See im Verlandungsbereich des südlichen Schweriner Innensees im Stadtgebiet von Schwerin. Wahrscheinlich war die Große Karausche früher Bestandteil des Schweriner Sees. Das Ufer ist rundum fast vollständig bewaldet. Ein drei bis fünf Meter breiter Schwingmoor-Streifen umgibt den See, nur das Ostufer ist zugänglich. Die Große Karausche befindet sich im weit fortgeschrittenen Verlandungsstadium und ist Bestandteil des Landschaftsschutzgebiets „Schweriner Innensee und Ziegelaußensee“. Zusammen mit den Uferbereichen gehört sie zu den gesetzlich geschützten Biotopen.
Zur Bundesgartenschau 2009 war die Karausche Bestandteil des Naturgartens. Über den Umfang des Eingriffs in das Areal um den kleinen See, zum Beispiel durch Vertiefung und Schaffung von Gräben zur Entwässerung von Ausstellungsflächen, gab es Unstimmigkeiten zwischen dem BUND und den BUGA-Planern. Der BUND befürchtete vor allem Gefahren durch einen erhöhten Nährstoffeintrag in den Schweriner See und sah die Maßnahmen als Vorbereitungen für ein nach der BUGA zu errichtendes Baugebiet, was die Planer bestritten. Gegen die geplanten Maßnahmen reichte der BUND am 29. Februar 2008 Klage ein.

## Flora und Fauna
Im Gewässer kommen an natanten Pflanzen See- und Teichrosen, die im Sommer einen Großteil der Wasseroberfläche bedecken, an emersen Pflanzen verschiedene Seggenarten und Röhrichte aus Schilf und Rohrkolben, sowie  in den Überschwemmungsgebieten ein Erlenbruchwald vor. Im Bereich des Sees wurden 15 Libellenarten, elf Brutvogelarten, Fledermäuse und der Fischotter nachgewiesen.

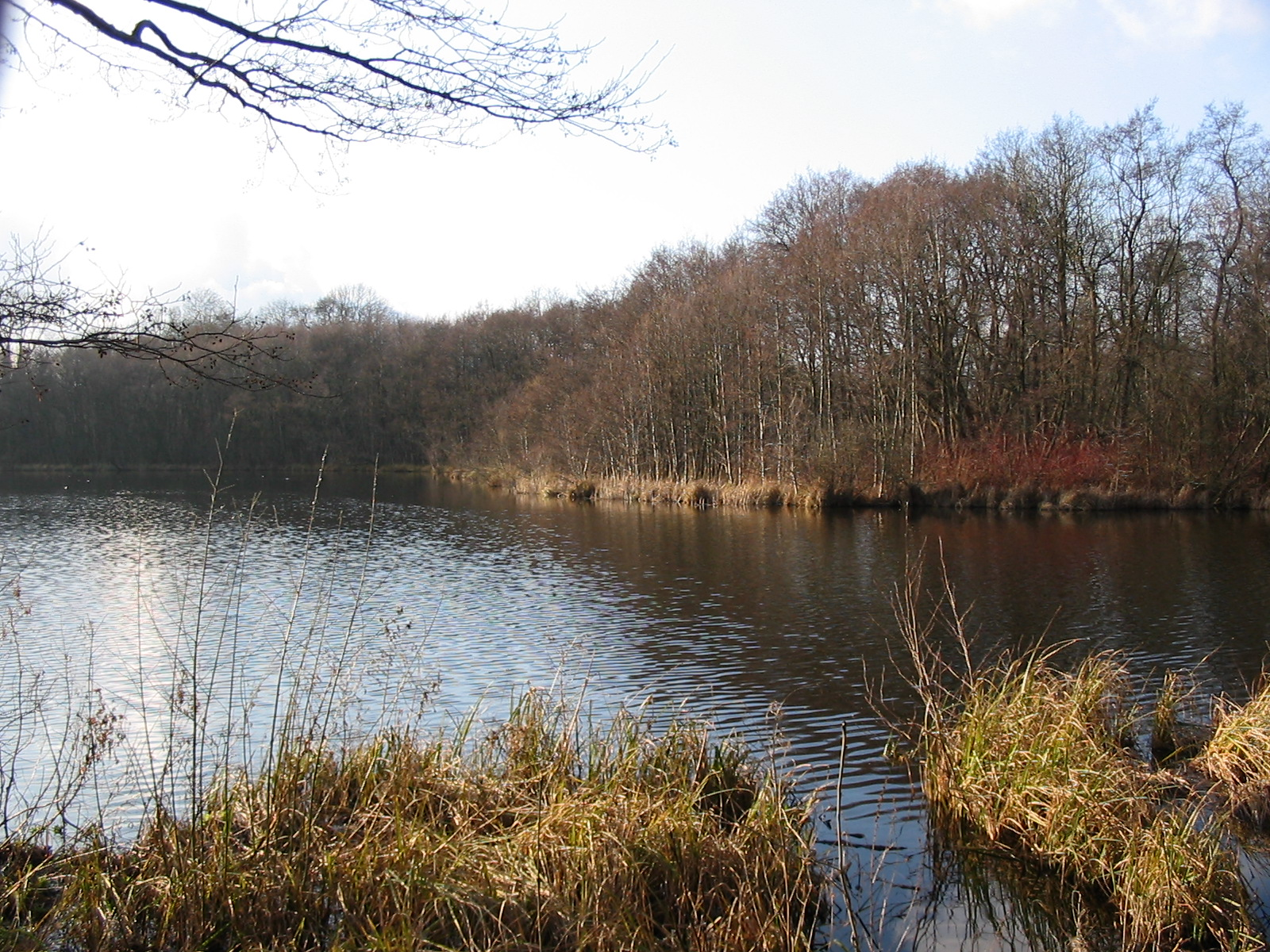
Große Karausche im März 2007
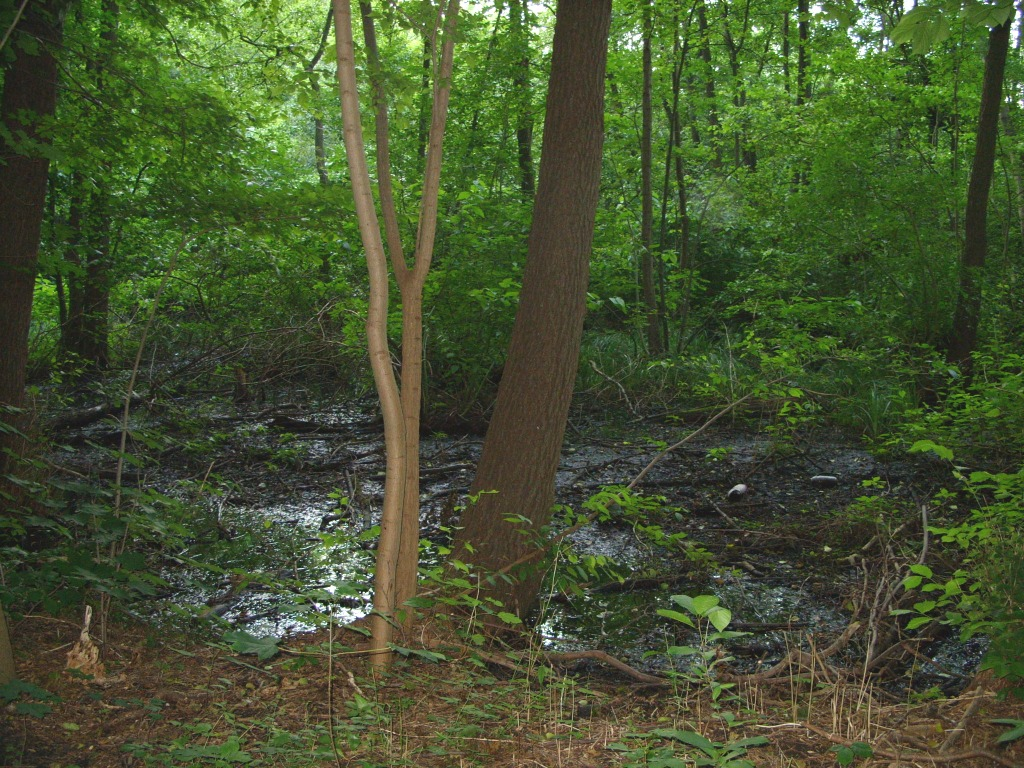
Mooriger Verlandungsstreifen mit Erlenbruchwald am Ufer der Großen Karausche

## Kleine Karausche
Die Kleine Karausche, ein einst ebenfalls offenes Gewässer, ist, begünstigt durch fehlende Ufererosion, inzwischen vollständig verlandet und von Bruchwald bewachsen. In einem Schweriner Stadtplan von 1933 ist die Kleine Karausche noch nordwestlich der Großen Karausche eingezeichnet.